# 臨安区
臨安区（りんあん-く）は、中華人民共和国浙江省杭州市に位置する市轄区。

## 行政区画
- 街道：玲瓏街道、錦南街道、錦城街道、錦北街道、青山湖街道
- 鎮：高虹鎮、太湖源鎮、於潜鎮、太陽鎮、潜川鎮、昌化鎮、河橋鎮、湍口鎮、清涼峰鎮、島石鎮、板橋鎮、天目山鎮、竜崗鎮

## 交通
上海市内から車で2時間50分(230km)
杭州市内から車で57分(約47km)

### 道路
- 高速道路
  - 杭瑞高速道路

## 農産物
茶（緑茶）、クルミ、タケノコ、銀杏　

## 交流
浙江農林大学は2012年4月5日に静岡県の静岡産業大学（藤枝・磐田）と教育・学術交流に関する協定書と短期留学に関する覚書を結んだ。臨安市とは現在静岡県藤枝市日中友好協会が民間レベルの交流を進めている。
2011年10月に行われた藤枝フードスマイルフェスティバルに続き、2012年10月に行われた藤枝産業祭でタケノコやクルミ、高級緑茶「天目幽蘭」など臨安の特産品を展示した。

## 観光
- 天目山 - 国家級自然保護区
- 清涼峰 - 国家級自然保護区
- 青山湖 - 国家級森林公園
- 呉越文化名城